# Esch an der Alzette
Esch an der Alzette (deutsch früher auch: Esch an der Elze), international Esch-sur-Alzette (französisch) oder Esch/Alzette, luxemburgisch Esch-Uelzecht, ist eine Stadt und eine Gemeinde im Großherzogtum Luxemburg und gehört zum Kanton Esch. Sie ist nach der Hauptstadt Luxemburg die zweitgrößte Stadt des Landes.

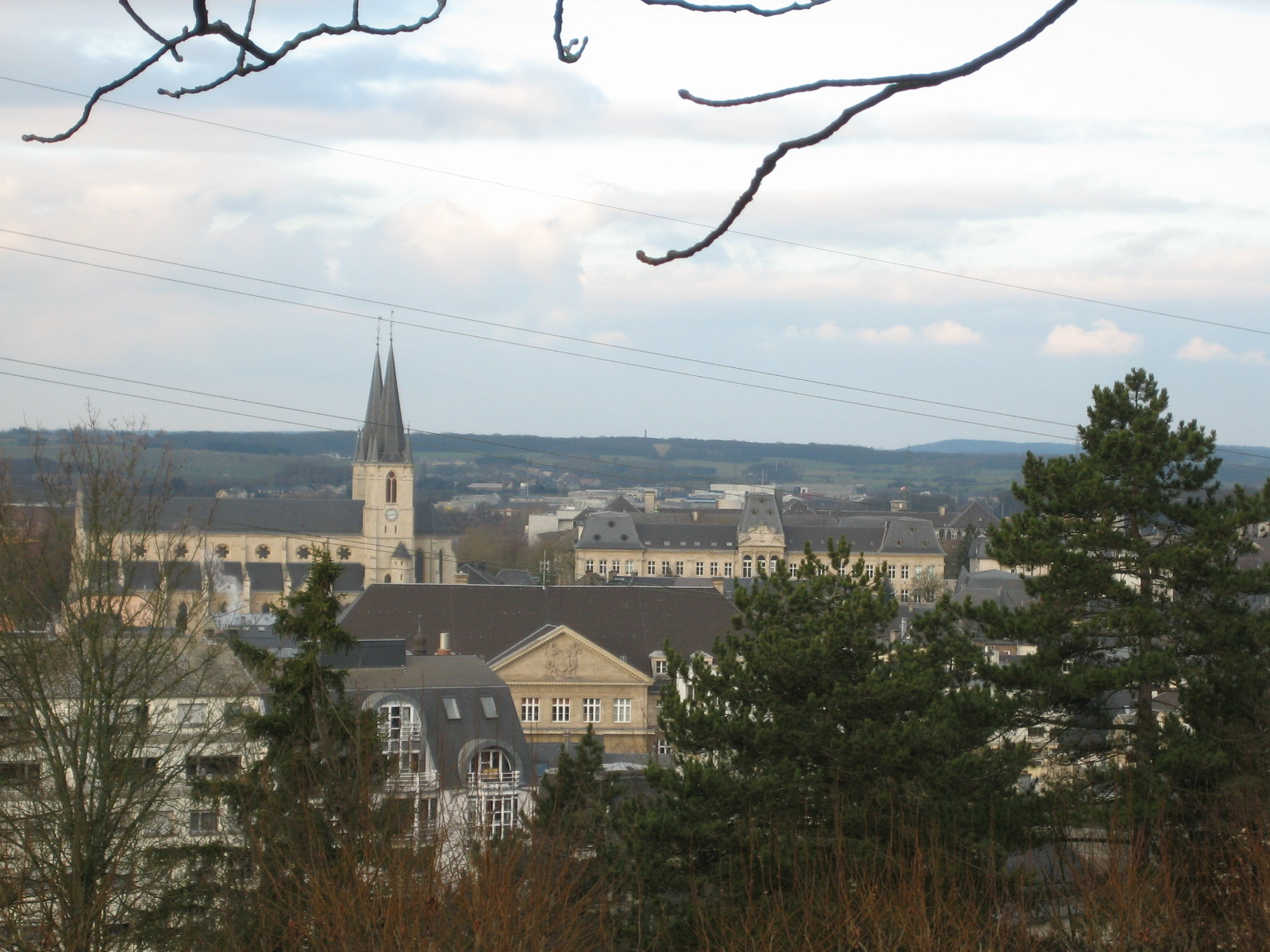
Bergsicht auf Esch an der Alzette

## Geschichte
Der Luxemburger Historiker Wampach hat es in seiner 1930 erschienenen „Geschichte der Grundherrschaft Echternach ...“ nicht gewagt, den Besitz dieses Klosters in Esch zu datieren (Regnum Francorum online Echternach Nr. 071). Die Urkunden davor (Nr. 070) und danach (Nr. 072) konnten auf die Jahre 773/775 datiert werden. Eine urkundliche Ersterwähnung von Esch in diesem Zeitraum ist wahrscheinlich, aber nicht sicher. Die erste gesicherte urkundliche Erwähnung stammt aus dem Jahr 927, in dem das Kloster Stavelot Besitz hier in Asko erhielt (Regnum Francorum online Stavelot Nr. 057). Eine weitere urkundliche Erwähnung unter dem Namen Asch in einer Schrift von Papst Honorius II. wird auf das Jahr 1128 datiert. 1328 verlieh Johann der Blinde als Graf von Luxemburg Esch den Titel „Freie Stadt“.
Im Laufe der Jahrhunderte wurde Esch immer wieder von fremden Truppen überfallen und oft schwer zerstört. 1677 mussten auf Anordnung von Louis XIV. die Stadtmauern geschleift werden. Im Juli 1841 wurde Esch durch ein großherzogliches Dekret zum Hauptort des Kantons Esch ernannt.
Mit der Entdeckung von Eisenerzvorkommen und der damit einhergehenden Eisen- und Stahlindustrie begann für Esch in der zweiten Hälfte des 19. Jahrhunderts der industrielle Aufschwung. Anfangs im Tagebau, später in Bergwerken, wurde die Minette abgebaut und in Hütten verarbeitet. Insbesondere der deutsche Montanindustrielle Adolph Kirdorf investierte ab 1892 verstärkt in den Bau und die Übernahme mehrerer Hochofenwerke und Zechenbetriebe. Zusammen mit seinem Bruder Emil Kirdorf begann er im Jahr 1910 noch, die nach ihnen benannte „Adolf-Emil-Hütte“ zu errichten. Diese 1912 fertiggestellte Hütte galt als eine der modernsten Anlagen ihrer Zeit. Damit gehörte Adolph Kirdorfs Unternehmen, der „Aachener Hütten-Aktien-Verein Rothe Erde“ mit mittlerweile elf Hochöfen neben der einheimischen Arbed mit 15 Hochöfen und der Deutsch-Luxemburgischen Bergwerks- und Hütten-AG des Ruhrindustriellen Hugo Stinnes mit neun Hochöfen nunmehr auch zu den bedeutendsten Unternehmen der Schwerindustrie in Luxemburg. Mit den neu entstandenen Arbeitsplätzen stieg die Einwohnerzahl von Esch rasch an. Anfangs kamen die Arbeiter aus Luxemburg und vor allem aus dem Ösling, doch bereits nach kurzer Zeit musste man auf Arbeitskräfte aus dem Ausland zurückgreifen. Diese kamen zu Beginn aus den Nachbarländern, später vor allem aus Polen und Italien.

### Anfang 20. Jahrhundert
Am 29. Mai 1906 ernannte Großherzog Wilhelm IV. Esch zum zweiten Mal zur Stadt. Damals zählte Esch bereits 13.000 Einwohner.
Von 1910 an wurde das Brill-Viertel urbanisiert. Viele italienische Einwanderer fanden dort ein neues Zuhause. Der Fluss Alzette (luxemburgisch: Uelzecht; deutsch: Alzig) wurde überdeckt und die darüber angelegte Uelzechtstrooss mit ihren Nebenstraßen zum neuen Stadtkern.
Zu Beginn des Ersten Weltkriegs schlug der deutsche Kronprinz Wilhelm sein Hauptquartier in Esch auf. Die Stadt wurde ein großes Kriegslazarett. Die Hütten produzierten zu dieser Zeit nicht oder nur sehr wenig. Viele ausländische Arbeiter gingen zudem zurück in ihre Heimatländer.

### Zwischen den Weltkriegen
1920 kam es durch das neu eingeführte allgemeine Wahlrecht zur ersten sozialistischen Mehrheit in der Gemeinde. Die Gemeinde, aber auch die ARBED sowie die Société Métallurgique des Terres Rouges begannen zudem mit dem Bau neuer Arbeitersiedlungen. Zwischen 1926, dem Ende der deutschen Wirtschaftskrise, und der Weltwirtschaftskrise im Jahr 1929 erlebte Esch einen weiteren Bauboom. 1930 hatte Esch 29.745 Einwohner. Von 1937 bis 1954 bestand der Flughafen Esch-sur-Alzette.

### Deutsche Besetzung 1940–1944
Luxemburg wurde am 10. Mai 1940, dem ersten Tag des Westfeldzuges, von der Wehrmacht besetzt. Wie überall in Luxemburg wurden auch in Esch die Verwaltungsstrukturen der deutschen Besatzer eingeführt. Die Escher Synagoge wurde wie auch die in Luxemburg Stadt zerstört.
Zwangsarbeiter, die vor allem aus der Sowjetunion kamen, mussten in den Bergwerken arbeiten. Junge luxemburgische Zwangsrekrutierte versteckten sich vor den Nazis in den Gängen der Bergwerke; einige von ihnen harrten dort bis zur Befreiung durch US-amerikanische Truppen am 10. September 1944 aus.

### Nachkriegszeit 1945–1975
Nach dem Krieg breitete sich die Stadt immer weiter aus. In den 1950er Jahren entstanden vor allem in Lallingen, Bruch und Raemerech neue Viertel. In den 1960er und 1970er Jahren wurde besonders das Viertel Wobrécken bebaut.

### Stahlkrise 1975–1985
Esch wurde wie die anderen Städte in der Minette-Region von der Stahlkrise besonders hart getroffen. Die Einnahmen gingen zurück, und die Bergwerke sowie die meisten Hütten mussten geschlossen werden. Die Instandsetzung des maroden Stadtkerns konnte erst Mitte der 1980er Jahre in Angriff genommen werden.
Seit den 1960er Jahren ging die Bevölkerung von fast 30.000 im Jahre 1960 auf 25.000 im Jahre 1985 zurück. Viele Einwohner zogen in die Vororte der Stadt. Erst in den 1990er Jahren konnte dieser Trend gestoppt werden, sodass die Stadt Esch inzwischen wieder mehr als 30.000 Einwohner zählt.

### Einwohnerentwicklung
| Esch an der Alzette: Einwohnerzahlen von 1821 bis 2024                            | Esch an der Alzette: Einwohnerzahlen von 1821 bis 2024 | Esch an der Alzette: Einwohnerzahlen von 1821 bis 2024 | Esch an der Alzette: Einwohnerzahlen von 1821 bis 2024 | Esch an der Alzette: Einwohnerzahlen von 1821 bis 2024 |
| --------------------------------------------------------------------------------- | ------------------------------------------------------ | ------------------------------------------------------ | ------------------------------------------------------ | ------------------------------------------------------ |
| Jahr                                                                              |                                                        |                                                        |                                                        | Einwohner                                              |
| 1821                                                                              | 1821                                                   |                                                        | 810                                                    | 810                                                    |
| 1871                                                                              | 1871                                                   |                                                        | 3.946                                                  | 3.946                                                  |
| 1910                                                                              | 1910                                                   |                                                        | 16.461                                                 | 16.461                                                 |
| 1922                                                                              | 1922                                                   |                                                        | 20.437                                                 | 20.437                                                 |
| 1935                                                                              | 1935                                                   |                                                        | 27.517                                                 | 27.517                                                 |
| 1947                                                                              | 1947                                                   |                                                        | 26.851                                                 | 26.851                                                 |
| 1960                                                                              | 1960                                                   |                                                        | 27.954                                                 | 27.954                                                 |
| 1970                                                                              | 1970                                                   |                                                        | 27.574                                                 | 27.574                                                 |
| 1981                                                                              | 1981                                                   |                                                        | 25.144                                                 | 25.144                                                 |
| 1991                                                                              | 1991                                                   |                                                        | 24.018                                                 | 24.018                                                 |
| 2001                                                                              | 2001                                                   |                                                        | 27.146                                                 | 27.146                                                 |
| 2011                                                                              | 2011                                                   |                                                        | 30.630                                                 | 30.630                                                 |
| 2021                                                                              | 2021                                                   |                                                        | 36.228                                                 | 36.228                                                 |
| 2024                                                                              | 2024                                                   |                                                        | 37.455                                                 | 37.455                                                 |
| Quelle(n): Institut national de la statistique et des études économiques (STATEC) |                                                        |                                                        |                                                        |                                                        |

## Politik

### Gemeinderat
Die Gemeinde Esch/Alzette wird von einer Dreierkoalition aus der christlich-konservativen CSV, der liberalen DP und der grünen Partei déi gréng regiert.
Zur Kommunalwahl im Juni 2023 kandidierten acht Parteilisten, von denen sieben den Einzug in den Gemeinderat schafften.
| Gemeinderatswahl Esch an der Alzette 2023 %3020100 29,6 %29,6 %10,8 %9,2 %7,9 %5,6 %5,3 %2,1 % LSAPCSVDPGréngLénkADRPirateKPLGewinne und Verlusteim Vergleich zu 2017 %p 4 2 0 −2 −4 −6+1,7 %p−1,3 %p+1,7 %p−4,3 %p−1,6 %p+2,3 %p+3,6 %p−2,0 %pLSAPCSVDPGréngLénkADRPirateKPL | Sitzverteilung im Gemeinderat Esch an der Alzette seit 2023Insgesamt 19 Sitze - Lénk: 1 - LSAP: 6 - Gréng: 2 - Pirate: 1 - DP: 2 - CSV: 6 - ADR: 1 |

## Kultur

### Filmproduktionen

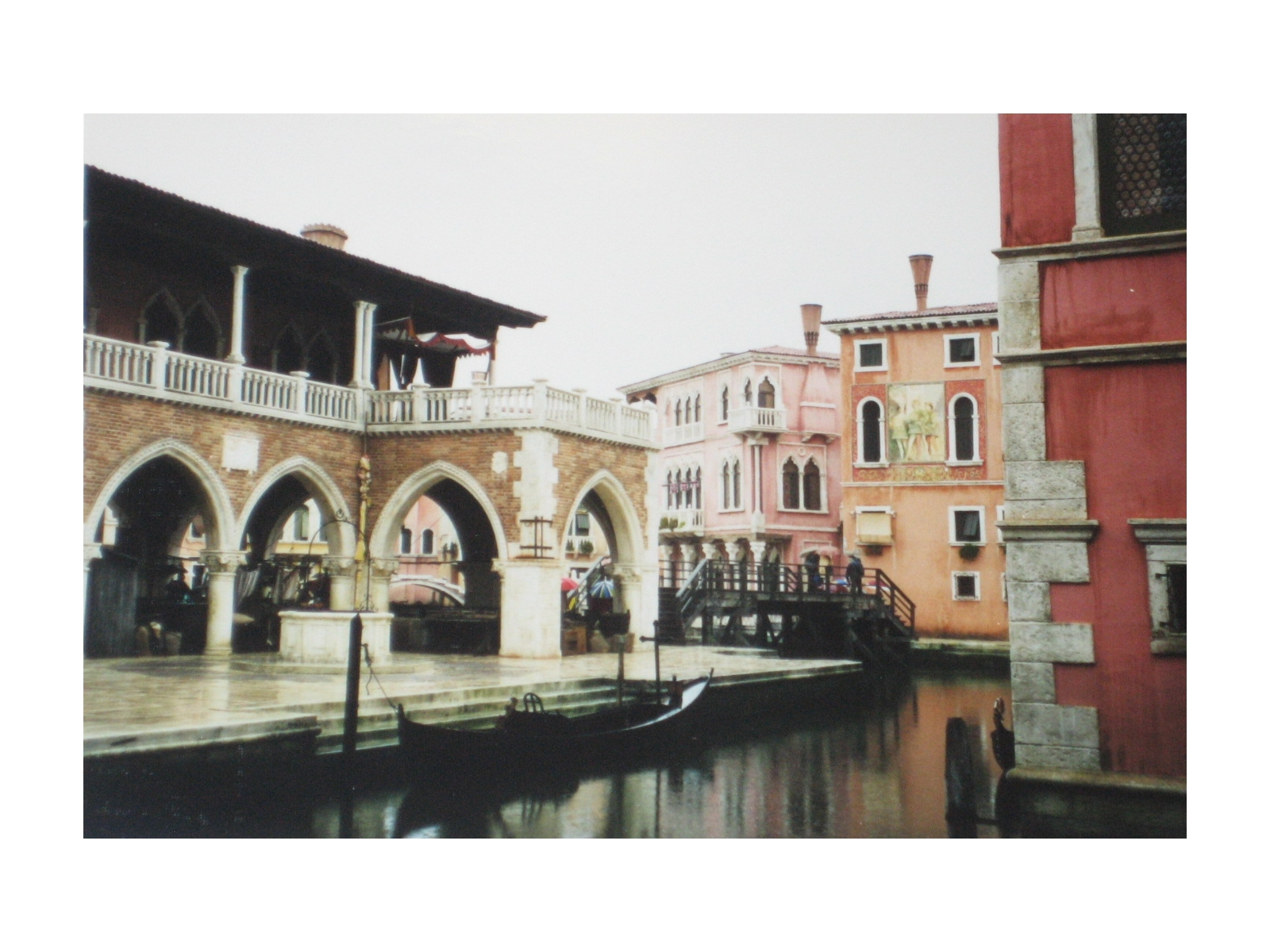
Kulisse des Venedig-Filmsets in Esch (2001)

Eine Luxemburger Filmproduktionsfirma ließ 2001 für den Spielfilm „Secret Passage“ mit John Turturro auf dem Areal Terre Rouge ⊙ eines ehemaligen Stahlwerks eine 40.000 m2 große und 15 Meter hohe Kulisse errichten, die mit einem 600 Meter umfassenden Kanalsystem und 118 Hausfassaden das Venedig des 16. Jahrhunderts darstellte. Das für rund 5 Millionen € erbaute „Venise-sur-Alzette“ war eines der größten Open-Air-Filmsets der europäischen Filmgeschichte.
In der Folge nutzten weitere Filmproduktionen die Kulisse. Unter anderem wurden die Spielfilme Der Kaufmann von Venedig mit Al Pacino und Das Mädchen mit dem Perlenohrring mit Scarlett Johansson in Esch gedreht. Im Sommer 2007 wurde das Filmset abgerissen, da die Witterung den Bauten zusetzte.

### Kulturhauptstadt Europas 2022
2017 wurde Esch vom Europäischen Rat als Kulturhauptstadt Europas des Jahres 2022 ausgewählt. Die Stadt teilte sich diesen Titel mit der litauischen Stadt Kaunas und der serbischen Stadt Novi Sad. An den Veranstaltungen beteiligten sich neben den übrigen zehn Gemeinden des Syndikats PROSUD auch die Kommunen des jenseits der Grenze in Frankreich gelegenen Gemeindeverbandes Pays Haut Val d’Alzette.

## Sport

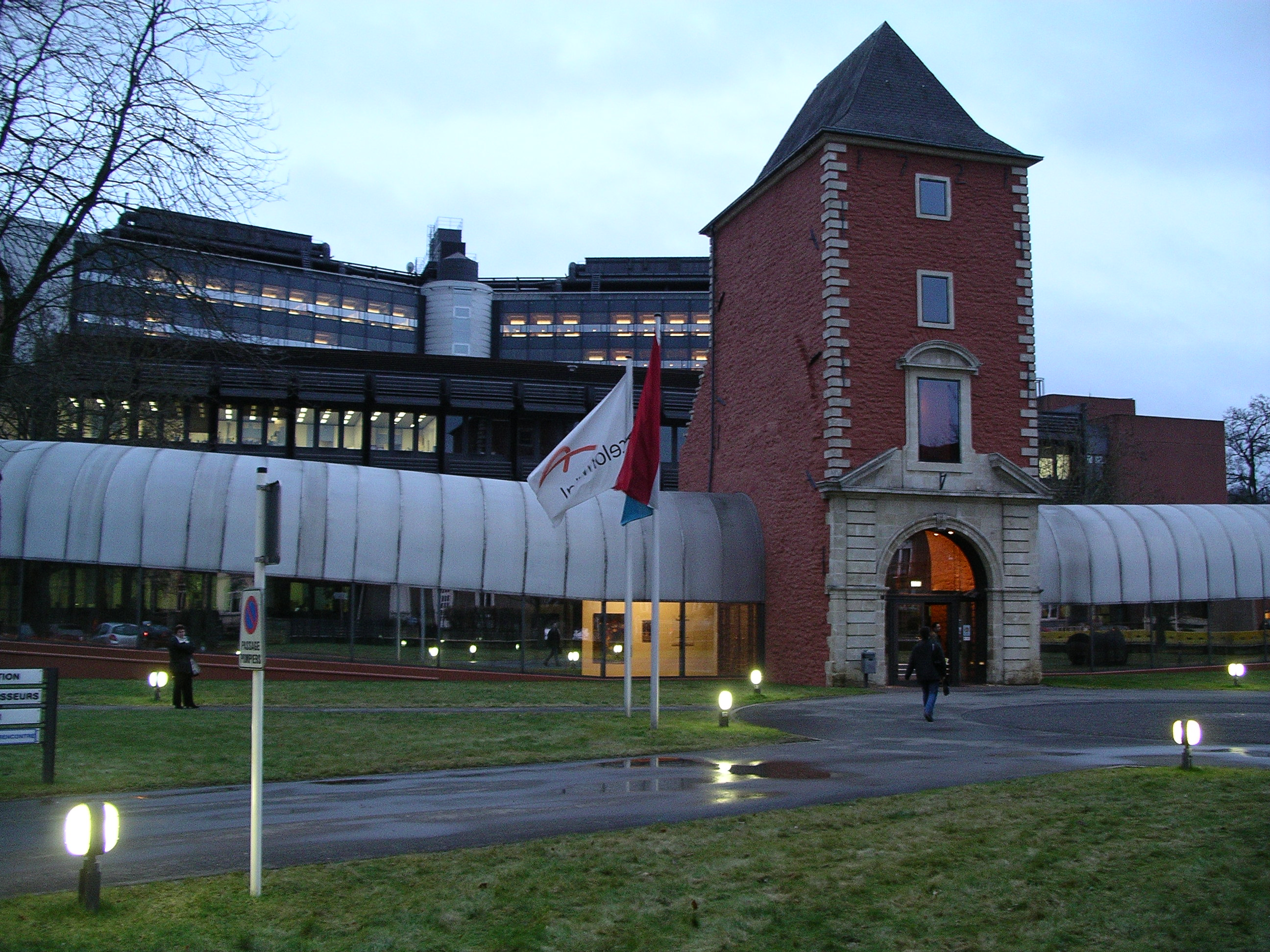
Technoport Schlassgoart

Im Rahmen der 100-Jahr-Feiern der Stadt Esch war die Stadt 2006 Ziel- und Startort zweier Etappen der Tour de France.
Die Fußballvereine Jeunesse Esch und CS Fola Esch spielen in der BGL Ligue. Das „Stade de la Frontière“ ist mit 4.000 Plätzen das größte Stadion der Stadt.

## Stadtentwicklung
Im Haushaltsplan 2010 der Stadt Esch bilden Wohnen, Schulen und Ganztagsbetreuung, Stadtentwicklung und Infrastrukturen sowie der Ausbau des Wirtschafts- und Universitätsstandorts die Schwerpunkte für Investitionen. Das Projekt „Nonnewiesen“ ist begonnen worden, um neuen Wohnraum zu schaffen. Die Ronn Bréck wurde 2017 abgerissen.

### Esch Belval
Das Gelände Belval breitet sich aus in einer Länge von zwei Kilometer von Beles in Richtung Raemerich und über eine Breite von 800 m von der Escher Straße in Beles in Richtung Belval Usines. Die Minen und die Hüttenwerke sind bis auf das heute noch produzierende Walzwerk geschlossen worden. Für die Erhaltung der Zeitzeugen der Industriekultur engagiert sich der Hochöfen-Freundeskreis Amicale des Hauts Fourneaux PAB. Siehe auch: Hochöfen von Belval.
Mit dem Rückgang der Stahlindustrie in den letzten Jahrzehnten des 20. Jahrhunderts begann ein tiefgreifender Strukturwandel. Die Schließung vieler Stahlwerke führte zu wirtschaftlichen Herausforderungen und einem Anstieg der Arbeitslosigkeit. In dieser Zeit wurde jedoch auch die Notwendigkeit erkannt, die Region neu zu gestalten und zukunftsfähige Perspektiven zu schaffen.
Der entscheidende Wendepunkt kam mit der Entscheidung, Esch-Belval als Standort für Bildung und Forschung zu entwickeln. In den frühen 2000er Jahren startete ein umfassendes städtebauliches Projekt, das darauf abzielte, die ehemaligen Industrieflächen in ein modernes Stadtviertel umzuwandeln. Ein zentraler Bestandteil dieses Wandels war die Gründung der „Université du Luxembourg“, die 2003 eröffnet wurde und heute eine bedeutende Bildungseinrichtung ist.
Die Umgestaltung des Gebiets umfasste nicht nur den Bau neuer Universitätsgebäude, sondern auch die Schaffung von Wohnraum, Freizeitmöglichkeiten und Infrastruktur, um eine lebendige Gemeinschaft zu fördern. Das ehemalige Industrieareal wurde (und wird immer noch) revitalisiert und bietet nun Platz für kulturelle Veranstaltungen, Büroräume sowie Einzelhandelsgeschäfte.
Als erstes Gebäude auf dem Konversionsgelände Belval wurde 2005 die Rockhal eingeweiht. Mit einem Fassungsvermögen von bis zu 6500 Plätzen dient sie als Stätte für Großveranstaltungen wie die Konzerte internationaler Künstler.
In Kooperation mit der Stadt Trier und gefördert von der EU, sollte ein grenzüberschreitender Wissenschaftspark namens TriLux entstehen. Am 12. November 2009 stellten die Escher Bürgermeisterin Lydia Mutsch und der Trierer Oberbürgermeister Klaus Jensen die Mitarbeiter und die Organisationsstruktur des Wissenschaftsparks der Öffentlichkeit vor. Die Kooperation wurde 2012 beendet.

### Demographie
Über 50 Prozent der Einwohner Eschs sind Ausländer, von denen über 90 Prozent aus EU-Ländern stammen. Portugiesen allein machen 32,7 % (Stand: 2018) der Bevölkerung aus. 15 Prozent der Bevölkerung Eschs sind Senioren. 
| Jahr | Einwohner | Anmerkungen |
| ---- | --------- | --- |
| 1540 | ≈ 325     | am 6. Januar, in 65 Haushaltungen (Feuerstellen, Annahme: durchschnittlich fünf Einwohner pro Haushaltung)                                                    |
| 1632 | 390       | am 22. August, darunter 70 Bürger und acht Witwen |
| 1656 | –         | nur noch 40 Haushaltungen (im Vergleich zu 90 Feuerstellen vor dem Dreißigjährigen Krieg)                                                                     |
| 1692 | ≈ 40      | acht Feuerstellen |
| 1746 | ≈ 535     | 107 Haushaltungen |
| 1766 | ≈ 600     | 120 Haushaltungen |
| 1801 | 435       | am 22. Dezember |
| 1803 | 780       | auf dem Gemeindegebiet (mit Schifflingen und Lallingen) am 30. November insgesamt 1154 Einwohner                                                              |
| 1804 | 764       | am 18. Dezember |
| 1806 | 812       | am 28. Januar |
| 1808 | 820       | am 27. April |
| 1818 | 965       | in der Gemeinde 1412 Einwohner, davon 424 in Schifflingen und 23 in Lallingen                                                                                 |
| 1837 | 1339      | darunter sieben Juden (erstmals jüdische Einwohner); in der Gemeinde 1995 Einwohner, davon 626 in Schifflingen und 30 in Lallingen                            |
| 1847 | 1446      | darunter 16 Juden; in der Gemeinde 2069 Einwohner, davon 610 in Schifflingen und 13 in Lallingen                                                              |
| 1869 | 2123      | bei 351 Feuerstellen; in der Gemeinde 2869 Einwohner (479 Feuerstellen), davon 724 in Schifflingen (125 Feuerstellen) und 22 in Lallingen (drei Feuerstellen) |
| 1870 | 2253      | darunter 49 Juden; in der Gemeinde 3042 Einwohner, davon 767 in Schifflingen und 22 in Lallingen                                                              |
| 1876 | –         | am 6. Juli, Abtrennung des Gemeindeteils Schifflingen |

| Einwohner | ≈ 13.000 | 29.745 | ≈ 30.000 | ≈ 25.000 | 27.186 | ≈ 36.000 |

## Verkehr

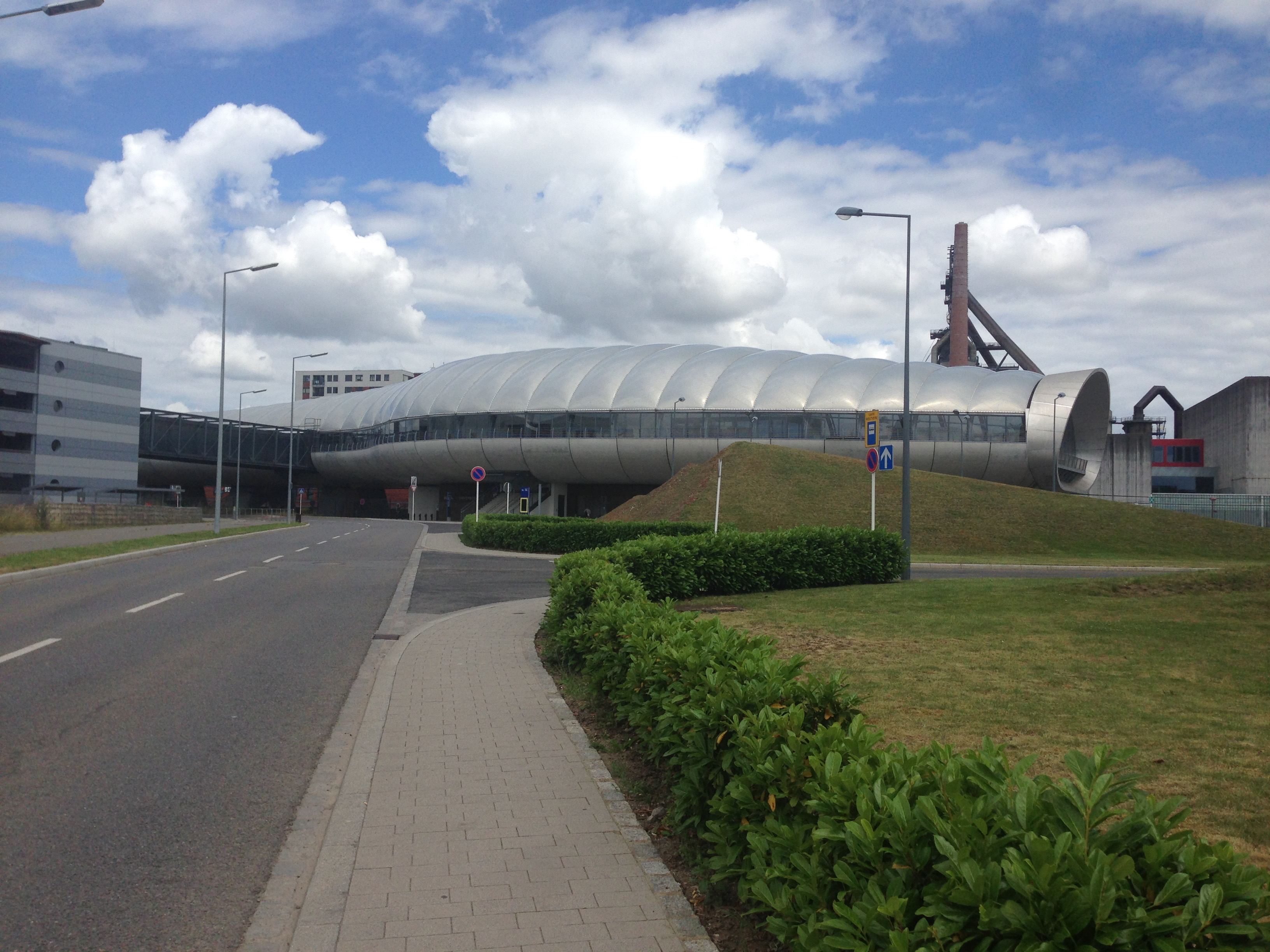
Bahnhof Belval-Université

Seit der Einweihung des neuen Busbahnhofs am 9. November 2009 verkehren die TICE-Busse im 15-Minuten-Takt. Der neue Bahnhof Belval-Université wurde im Jahre 2010 offiziell eröffnet. Bis 2020 werden dort täglich 32.000 Reisende erwartet; damit wird dieser Bahnhof der zweitgrößte in Luxemburg sein.
Am 14. Dezember 2009 wurde die Direktverbindung Linie 80 Thionville – Esch Belval – Longwy eröffnet, wobei ein TER Métrolor mit 340 Plätzen viermal täglich eingesetzt wird. Damit wird insbesondere der Zugang für Grenzgänger aus Lothringen zu ihren Arbeitsplätzen auf Esch Belval verbessert. Auskunft über alle Verbindungen im öffentlichen Nahverkehr sind wie überall im Lande über die Mobilitätszentrale abrufbar.
Die Autobahn A4, auch als Escher Autobunn bekannt, verbindet Esch an der Alzette mit der Hauptstadt Luxemburg. Die A13 führt in die Nachbarländer.

## Söhne und Töchter der Stadt
- Victor Thorn (1844–1930), Politiker
- Helen Buchholtz (1877–1953), eine der ersten Komponistinnen Luxemburgs
- Jean Origer (1877–1942), römisch-katholischer Geistlicher, Journalist, Politiker und Märtyrer
- Nicolas Adam (1881–1957), Turner
- William Justin Kroll (1889–1973), Forscher, Metallurge und Erfinder
- Henri Scharry (1904–1954), Fußballspieler und Olympiateilnehmer
- Arthur Useldinger (1904–1978), Politiker
- Jean-Pierre Weisgerber (1905–1994), Fußballspieler
- Mathias Sancassiani (1907–1972), Boxer
- René Deltgen (1909–1979), Schauspieler
- Jos Cillien (1911–1984), Kunstturner
- André Wollscheidt (1914–1995), Boxer
- Camillo Felgen (1920–2005), Sänger, Liedtexter sowie Radio- und Fernsehmoderator
- Bim Diederich (1922–2012), Radrennfahrer
- Gust Graas (1924–2020), Medienmanager
- Marcel Ernzer (1926–2003), Radrennfahrer
- Marcel Mart (1927–2019), Journalist und Politiker
- Joseph Noerden (1927–1991), Schauspieler, Dichter, Regisseur
- Hubert Erang (1931–2022), Kunstturner
- Armand Blaschette (1933–2015), Chemiker und Hochschullehrer
- Aldo Bolzan (1933–2017), Radrennfahrer
- Fernand Franck (* 1934), Erzbischof von Luxemburg
- Bruno Martinato (* 1935), Radrennfahrer
- Dante Bernabei (1936–2021), Chemiker und Sprachforscher
- Wil Lofy (1937–2021), Bildhauer und Maler
- Liliane Welch (1937–2010), kanadische Schriftstellerin
- Lydie Schmit (1939–1988), Politikerin (LSAP)
- Louis Pilot (1940–2016), Fußballspieler und Fußballtrainer
- Jacques Bach (1941–2013), Fußballspieler
- André Braun (* 1944), Bogenschütze, Olympiateilnehmer
- Romain Feitler (* 1946), Autorennfahrer
- Viviane Reding (* 1951), Journalistin und Politikerin
- Jean-Claude Mondot (* 1952), Maler
- Max Kohn (* 1954), bildender Künstler
- Gérard Claude (* 1956), Maler und Bildhauer
- Romain Fehlen (* 1956), Radio-Moderator, Autor, Journalist bei SWR4, im Ort aufgewachsen
- Marco Serafini (* 1956), Regisseur
- Luc Turmes (* 1957), Mediziner, Psychiater, Psychotherapeut, Träger des Verdienstkreuzes am Bande des Verdienstordens der Bundesrepublik Deutschland
- François Biltgen (* 1958), Politiker, ehemaliger Minister und Richter am Europäischen Gerichtshof
- Marco Pütz (* 1958), Saxophonist und Komponist
- Claude Michely (1959–2023), Radsportler
- Alain Duschène (* 1960), Brigadegeneral
- Gérard Jeitz (* 1961), Fußballspieler, -trainer und -funktionär
- Dan Kersch (* 1961), Politiker
- Suzie Godart (* 1962), Radrennfahrerin
- François Besch (* 1963), Fotograf und Journalist
- Guy Helminger (* 1963), Schriftsteller
- Marc Spautz (* 1963), Politiker
- Marion Hammang (1964–2017), Sportlerin im Kraftdreikampf
- Désirée Nosbusch (* 1965), Moderatorin und Schauspielerin
- Simone Asselborn-Bintz (* 1966), Politikerin
- Michel Majerus (1967–2002), Künstler
- Brigitte Bintz (* 1968), Bühnenschauspielerin, Bühnenregieassistentin, Gemeindebeamtin, Flötistin, Moderatorin und Stadionansagerin
- Simone Decker (* 1968), Künstlerin und Hochschullehrerin
- Nancy Arendt (* 1969), Politikerin, Schwimmerin und Triathletin
- Raoul Biltgen (* 1974), Schauspieler
- Paul Breisch (* 1974), Musiker und Domorganist an der Luxemburger Kathedrale
- Joëlle Welfring (* 1974), Politikerin
- Tom Flammang (* 1978), Radrennfahrer
- Stéphane Pisani (* 1978), Jurist
- Steve Fogen (* 1979), Radsportler
- Taina Bofferding (* 1982), Politikerin (LSAP), Ministerin für Inneres sowie Ministerin für die Gleichstellung von Frauen und Männern
- Žarko Lukić (* 1983), Fußballspieler
- David Fiegen (* 1984), Leichtathlet
- Mandy Minella (* 1985), Tennisspielerin
- Claudio Lombardelli (* 1987), Fußballspieler und -trainer
- Jasmine Braun (* 1988), Autorin
- Pol Belardi (* 1989), Jazzmusiker
- Ben Kovac (* 2000), luxemburgisch-slowakischer Basketballspieler
- Fanny Arendt (* 2002), Leichtathletin
- Arthur Clees (* 2002), Jazzmusiker

## Städtepartnerschaften
| - Köln – Deutschland - Lüttich – Belgien - Lille – Frankreich - Turin – Italien - Rotterdam – Niederlande | - London Borough of Tower Hamlets – Vereinigtes Königreich - Coimbra – Portugal - Mödling – Österreich - Offenbach am Main – Deutschland | - Puteaux – Frankreich - Saint-Gilles/Sint-Gillis (Region Brüssel-Hauptstadt) – Belgien - Velletri – Italien - Zemun (Belgrad) – Serbien |